# Lyta Alexander
Lyta Alexander es un personaje de ficción interpretado por Patricia Tallman.  Fue la asignada telépata de Babylon 5 y tiene el nivel P-5.  

## Biografía
Lyta Alexander nació el 10 de diciembre del 2225 en la colonia marciana de Syria Planum. Fue miembro del Cuerpo Psíquico y decidió convertirse en una telépata en el ámbito comercial después de ver con sus ojos la corrupción en ella. Como tal, fue asignada en el 2257 a Babylon 5. Llegó allí el 3 de enero de 2257. Allí habló con G'Kar, que le ofreció dinero a cambio de tener su ADN para así crear telépatas en su mundo, una oferta que rechaza. Allí ayudó a seguridad a investigar el atentado contra el embajador Kosh entrando para ello en su mente. Después de la experiencia ella cambió y además fue transferida a la Tierra en febrero de 2257 porque querían averiguar qué sabía sobre los Vorlons a través de ese contacto telepático que tuvo con él. 
Los meses de interrogatorios, su rechazo al Cuerpo Psíquico y las revelaciones que obtuvo a través de ese contacto la llevaron a huir en junio de 2259 y actuar para proteger la estación y contactar con los Vorlons para unirse a ellos. Gracias a ella se pudo identificar a Talia Winters como un topo del Cuerpo Psíquico dentro de la estación y neutralizarla. Una vez hecho eso dejó la estación. Cuando ella luego entró en territorio Vorlon, ellos la aceptaron y la llevaron a su planeta natal. Allí fue cambiada genéticamente para poder transportar un vorlon. Además aumentaron las capacidades telepáticas suyas hasta el punto de convertirse en la telépata más poderosa que existe. Luego regresó en 2260 a la estación como ayudante del embajador Kosh, donde continuó ayudando en la estación donde podía. Gracias a su ayuda se pudo tener también la confirmación de que los télépatas eran una arma eficaz contra las Sombras. Cuando Kosh murió, cosa que le afectó mucho, Ulkesh cogió su lugar. Sin embargo él, en comparación, era muy agresiva hacia ella.
En el 2261, cuando Sheridan fue a Za'Ha'Dum, ella ayudó en el intento posterior de salvarlo. Es entonces, cuando los Vorlons empezaron su campaña genocida contra las sombras y sus alíados. Por esa razón y por el hecho que Ulkesh la está maltratando, Alexander se rebela contra ellos y se pone completamente del lado de Babylon 5. Ella ayuda a acabar con Ulkesh y contribuye con sus acciones a que la guerra entre las sombras y los vorlons termine. Desde entonces Alexander se quedó en la estación y contribuyó a acabar con la tiranía de Clark en la Tierra y salvar a Garibaldi y a Sheridan de una conspiración del Cuerpo Psíquico, sobre todo de uno de sus miembros, Alfred Bester, pero nunca la trataron como a los demás por su antigua relación con los vorlons y por ser telépata.
En 2262, cuando la guerra con Clark terminó y se fundó la Alianza Interestelar, ella conoce en Babylon 5 a un grupo de telépatas prófugos que quieren una colonia para ellos mismos y huir del Cuerpo Psíquico. Les ayuda contra el Cuerpo Psíquico, cuando intentan vanamente capturarlos. A ellos les revela que los vorlons los crearon como armas contra las sombras sentando gran parte de las bases para la futura guerra telepática. Cuando su líder muere, ella ocupa su lugar y continua con su lucha, lo que lleva a la rebelión de ella y de los restantes telépatas contra el Cuerpo.
Continua sirviendo a la estación y a la Alianza Interstelar, pero se distancia más y más de ella. Durante ese tiempo ella decide aceptar la oferta de G'Kar de darle su ADN y adicionalmente la de otros telépatas rebeldes a cambio de mucho dinero y naves, con los que luego apoya las actividades de su grupo contra el Cuerpo Psíquico. Finalmente, a causa de sus nuevas actividades, ella tiene que abandonar Babylon 5 pero no sin antes hacer una alianza con Michael Garibaldi contra el Cuerpo Psíquico y Bester, los cuales él odia, una alianza que la puede ayudar gracias a su nuevo puesto como líder de una poderosa empresa, sentando así otra base para la futura guerra contra el Cuerpo. También le revela su inmenso poder telepático por si tratase de engañarla. Más tarde se va con G'Kar, que quiere irse de Babylon 5 por voluntad propia.
Más tarde volvió y venció al Cuerpo Psíquico en esa guerra en 2265, pero murió durante esa guerra.